# Bahnstrecke Shixi–Huangcunjing
| C2 10 mit Personenzug zwischen Caiziba und Xianrenjiao |                     |                                      |                  |
| |                     |                                      |                  |
| Streckenlänge: | 19,84 km            |                                      |                  |
| Spurweite: | 762 mm (Schmalspur) |                                      |                  |
| Stromsystem: | 550 V =             |                                      |                  |
| |                     |                                      |                  |
| \| \| \| Bahnbetriebswerk \| ▼ \| \| \| 0,00 \| Shixi (石溪站) \| 364 m ▼ \| \| \| \| Anschlussgleis \| ▼ \| \| \| \| Tunnel 6 (175 m) \| \| \| \| 4,40 \| Yuejin (跃进站) \| 378 m ▼ \| \| \| \| Ende des elektrifizierten Abschnitts \| ▼ \| \| \| 9,40 \| Mifengyan (蜜蜂岩站) \| 484 m ▼ \| \| \| \| Tunnel 5 (49 m) \| \| \| \| 12,60 \| Caiziba (菜子坝站) \| 567 m ▼ \| \| \| 14,60 \| Xianrenjiao (仙人脚站) \| 602 m ▼ \| \| \| \| Tunnel 4 (104 m) \| \| \| \| \| Tunnel 3 (127 m) \| \| \| \| \| Haltepunkt für Touristenzüge \| ▼ \| \| \| 16,84 \| Jiaoba (蕉坝站) \| 585 m ▼ \| \| \| \| Tunnel 2 (224 m) \| \| \| \| \| Ladegleis \| ▼ \| \| \| \| Tunnel 1 (224 m) \| \| \| \| 18,24 \| Bajiaogou (Bagou; 芭沟站) \| 572 m ▼ \| \| \| 19,84 \| Huangcunjing (黄村井站) \| 565 m ▼ \| \| \| \| \| \| \| ▼ = Koordinatenlink „站“ („-zhan“) in den chinesischen Bezeichnungen der Betriebsstellen steht für „Bahnhof“ zur Unterscheidung von den Namen der Orte und wird entsprechend üblicher Praxis bei der transkribierten Bezeichnung nicht übernommen. \| \| \| \| |                     |                                      |                  |
| Betriebs-/Güterbahnhof Streckenanfang |                     | Bahnbetriebswerk                     | ▼                |
| Bahnhof | 0,00                | Shixi (石溪站)                       | 364 m ▼          |
| Strecke von links · Abzweig geradeaus und nach rechts |                     | Anschlussgleis                       | ▼                |
| Tunnel |                     | Tunnel 6 (175 m)                     | Tunnel 6 (175 m) |
| Bahnhof | 4,40                | Yuejin (跃进站)                      | 378 m ▼          |
| Strecke |                     | Ende des elektrifizierten Abschnitts | ▼                |
| Kopfbahnhof Streckenanfang und quer · Abzweig nach rechts und von rechts | 9,40                | Mifengyan (蜜蜂岩站)                 | 484 m ▼          |
| Tunnel |                     | Tunnel 5 (49 m)                      | Tunnel 5 (49 m)  |
| Haltepunkt / Haltestelle | 12,60               | Caiziba (菜子坝站)                   | 567 m ▼          |
| Bahnhof | 14,60               | Xianrenjiao (仙人脚站)               | 602 m ▼          |
| Tunnel |                     | Tunnel 4 (104 m)                     | Tunnel 4 (104 m) |
| Tunnel |                     | Tunnel 3 (127 m)                     | Tunnel 3 (127 m) |
| Haltepunkt / Haltestelle |                     | Haltepunkt für Touristenzüge         | ▼                |
| Bahnhof | 16,84               | Jiaoba (蕉坝站)                      | 585 m ▼          |
| Tunnel |                     | Tunnel 2 (224 m)                     | Tunnel 2 (224 m) |
| Abzweig geradeaus und von links · Strecke nach rechts |                     | Ladegleis                            | ▼                |
| Tunnel |                     | Tunnel 1 (224 m)                     | Tunnel 1 (224 m) |
| Bahnhof | 18,24               | Bajiaogou (Bagou; 芭沟站)            | 572 m ▼          |
| Kopfbahnhof Streckenende | 19,84               | Huangcunjing (黄村井站)              | 565 m ▼          |
| |                     |                                      |                  |
| ▼ = Koordinatenlink „站“ („-zhan“) in den chinesischen Bezeichnungen der Betriebsstellen steht für „Bahnhof“ zur Unterscheidung von den Namen der Orte und wird entsprechend üblicher Praxis bei der transkribierten Bezeichnung nicht übernommen. |                     |                                      |                  |

Die Bahnstrecke Shixi–Huangcunjing  (auch als Jiayang Coal Railway oder Schmalspurbahn Shibanxi bekannt) ist eine Schmalspurbahn in der Volksrepublik China in der Provinz Sichuan im Kreis Qianwei der Stadt Leshan.

## Geschichte
Bereits seit 1938 bestand in Huangcunjing eine Kohlenmine, die üblicherweise nach dem naheliegenden größeren Ort Bajiaogou (auch als „Bagou“ bekannt) benannt wird. Die Kohleabfuhr erfolgte ursprünglich über eine menschenbetriebene 600-mm-Schmalspurbahn nach Mamio, wo die Kohle auf Boote verladen wurde, die den weiteren Transport auf dem Fluss Mabian übernahmen.
Zur Vereinfachung des Abtransports der Kohle wurde im August 1958 mit dem Bau einer Bahnstrecke nach Shixi begonnen. Die Spurweite betrug 600 mm. Am 12. Juli 1959 wurde diese Strecke eröffnet. Bereits 1960 wurde die Strecke auf 762 mm umgespurt. Bau und Bedienung der Strecke erfolgten durch die „Kuang de jia yang meikuang“ (Jiayang Kohlenmine). Die Strecke hat eine Länge von 19,84 Kilometern. Der Bahnhof Mifengyan wurde als Spitzkehrenbahnhof ausgeführt.
Zunächst verkehrten ausschließlich Kohlezüge, die auch zur Mitfahrt von Personen in den Kohlewagen benutzt wurden. Ab den 1960er Jahren wurden den Kohlezügen Wagen für die Personenbeförderung beigegeben. 1975 wurde diese Praxis beendet und ein regulärer Personenverkehr mit sechs Zugpaaren täglich eingeführt. Die Anzahl der Personenzüge wurde später zunächst auf fünf, dann vier reduziert.
Weitere Minen, die durch die Bahn bedient wurden, entstanden bei Jiaoba (inzwischen wieder aufgegeben) und Yuejin. Nach Inbetriebnahme eines Kraftwerks bei Shixi wurde 2000 der Abschnitt Yuejin–Shixi mit Gleichstrom (550 Volt) elektrifiziert. Für die restliche Strecke wurde 2003 die Stilllegung beschlossen, da die Fördermengen der Mine Huangcunjing rückläufig waren. Zunächst blieb jedoch der Personenverkehr mangels Straßenanbindung unentbehrlich. Im Mai 2004 beantragte die Provinzregierung in Sichuan die Einstufung der Bahn als industrielles Erbe, da touristisches Entwicklungspotential für die Region gesehen wurde. Im Mai 2010 wurden die Bahn und die Mine in Huangcunjing unter nationalen Denkmalschutz gestellt.
Trotz weiterhin laufenden Betriebs wird die Mine in Huangcunjing in ein Museum umgewandelt und auch die Bahn nach und nach touristischen Zwecken angepasst. So werden seit etwa 2005 den Personenzügen besondere Wagen für Touristen beigegeben und zwischen Xianrenjiao und Jiaoba für Sonderzüge ein Haltepunkt eingerichtet, an dem das Fotografieren des Zuges ermöglicht wird. In Bahnhof Bajiaogou ist der Bau eines Empfangsgebäudes mit nostalgischer Gestaltung geplant. Trotz dieser noch am Anfang stehenden Bemühungen zur Umwandlung in eine Touristenbahn diente die Bahn aufgrund der weiterhin fehlenden Straße auch 2011 noch hauptsächlich dem lokalen Personen- und Kohlentransport.

## Fahrzeugeinsatz
Auf 600-mm-Spur wurden zunächst umgebaute Straßenfahrzeuge eingesetzt, später Tenderlokomotiven unbekannter Bauart. Nach der Umspurung verkehrten zunächst Tenderlokomotiven einer größeren Bauart, möglicherweise der Bauart RJ. Später wurden sie durch Schlepptenderlokomotiven der Bauart ZM16-4 (C2) ersetzt. Diese bewältigen noch heute (2011) den Gesamtverkehr auf dem nicht elektrifizierten Abschnitt. Nachgewiesen sind für diese die Betriebsnummern 07 bis 15, also neun Lokomotiven. Von diesen waren 2011 noch die 07, 09, 10 und 14 betriebsfähig, sie erhielten etwa 2006 größere Tender von Lokomotiven der stillgelegten Bahnstrecke Pengzhou–Baishuihe. 2011 erhielt eine ebenfalls von dort übernommene baugleiche Lokomotive einen nostalgischen beigefarbenen Anstrich für Touristenzüge und die Betriebsnummer 08.
1991 wurden zwei Diesellokomotiven der Baureihe SJ380A beschafft, sie erhielten die Betriebsnummern 01 und 02. Bereits 1996 wurden sie außer Betrieb genommen.
Für den elektrischen Betrieb zwischen Shixi und Yuejin wurden 2000 drei zweiachsige Elektrolokomotiven der Baureihe ZL 14-7 beschafft. Diese sind ausschließlich mit Kohlezügen im Einsatz.
Der Kohlentransport erfolgte zunächst in Wagen mit Bambuskorbaufbau, diese wurden später durch Wagen mit Holzaufbau ersetzt, heute sind zweiachsige Stahlwagen im Einsatz.
Im Personenverkehr werden zweiachsige Wagen mit offenen Fenstern eingesetzt, als Traglastenwagen werden vierachsige Wagen verwendet. Die Touristenwagen sind ebenfalls vierachsig. Sie zeichnen sich durch mit transparentem Kunststoff verschlossene Fensteröffnungen und teilweise eine braune Lackierung aus.

## Betrieb
Täglich verkehren vier Personenzugpaare über die Gesamtstrecke, sie benötigen hierfür je Richtung 75 Minuten. Weiterhin werden gewöhnlich ein bis zwei Zugpaare für den Kohletransport zwischen Huangcunjing und Shixi eingesetzt. Besondere Züge für den Touristentransport verkehren nur bei Bedarf nach Bestellung. In diesen werden ausschließlich Touristenwagen eingesetzt, von denen in den planmäßigen Personenzügen nur jeweils ein bis zwei mitlaufen. Alle diese Züge werden mit Dampflokomotiven der Bauart ZM16-4 befördert, auch auf dem elektrifizierten Abschnitt. Die Versorgung der Lokomotiven erfolgt im Bahnhof Yuejin bei Fahrt in Richtung Huangcunjing.
Der Kohletransport zwischen Yuejing und Shixi wird elektrisch durchgeführt, eine ZL 14-7 pendelt etwa stündlich zwischen beiden Verladestationen.

## Bilder
|  |  |  |